# 橋本友彦
橋本 友彦（はしもと ともひこ、1977年8月16日 - 2025年8月5日）は、日本の男性プロレスラー、総合格闘家。奈良県奈良市出身。格闘技歴は柔道15年（三段）。プロレスリングA-TEAM所属。佐藤耕平とは大東文化大学の同級生にあたる。

## 人物
2000年プロレスラーの木村浩一郎が率いるJPWA（日本プロ・レスリング協会）でプロデビュー（後楽園ホール）。
2002年、DDTプロレスリングに入団。5月11日、初参戦となったパンクラスで謙吾と対戦し、パウンドでTKO負け。7月20日、PRIDEの登竜門的大会THE BEST Vol.2でジャイアント落合と対戦し、右フックでKO負け。この試合で拳を負傷した。
2003年12月31日、INOKI BOM-BA-YE 2003でアリスター・オーフレイムと対戦し、左膝蹴りでTKO負け。
2006年9月17日、DOGにてアランカラエフと対戦してマウントパンチでTKO負け。
自主興行「MAKEHEN」を中心に活動。同時にフリーランス集団「TEAM MAKEHEN」を発足。紫雷美央、紫雷イオの発掘からデビューを手がける。MAKEHEN解散後2010年10月、金村キンタローにより「アパッチプロレス軍」復帰および所属したことを発表した。元UWF山本喧一の復帰戦を実現させる。
2016年12月25日、アパッチ新木場1stRING大会を最後に解散。
2017年2月24日、アパッチの後継団体となるプロレスリングA-TEAMを設立して代表に就任。4月16日、シアター1010ミニシアターでA-TEAMの旗揚げ戦を開催。

### 闘病・死去
2024年2月に体調不良を受けて受診したところ、精密検査の結果、同年9月に肝臓がんステージIIと診断された。その後、ラジオ波焼灼術を受けるなど治療を受けながら活動を続けてきたが、2025年5月にがん再発が確認され、再発した部位は西洋医学などでの根治が困難と宣告を受けた。その後は東洋医学、湯治、食事療法などを受けつつ、同年6月22日の千葉・オリエンタルホテル東京ベイ大会を最後に療養のため休業していたが、同年8月5日7時55分、死去した。47歳没。同月24日に新木場1stRINGで橋本を支援する大会が行われる予定で、それを前にしての訃報となった。橋本の死去に伴い、当該大会は追悼大会に変更して実施される。

## 戦績

### 総合格闘技
| 総合格闘技 戦績 | 総合格闘技 戦績 | 総合格闘技 戦績 | 総合格闘技 戦績 | 総合格闘技 戦績 | 総合格闘技 戦績 | 総合格闘技 戦績 |
| --------------- | --------------- | --------------- | --------------- | --------------- | --------------- | --------------- |
| 5 試合          | (T)KO           | 一本            | 判定            | その他          | 引き分け        | 無効試合        |
| 1 勝            | 1               | 0               | 0               | 0               | 0               | 0               |
| 4 敗            | 4               | 0               | 0               | 0               | 0               | 0               |

| 勝敗 | 対戦相手                 | 試合結果                         | 大会名                                  | 開催年月日     |
| ○    | ジャイロ・クスノキ       | 1R 0:33 KO（マウントパンチ）     | W-Capsule Vol.2                         | 2006年6月11日  |
| ×    | アラン・カラエフ         | 1R 0:27 TKO（右フック→パウンド） | D.O.G III                               | 2005年9月17日  |
| ×    | アリスター・オーフレイム | 1R 0:36 TKO（膝蹴り）            | INOKI BOM-BA-YE 2003 馬鹿になれ夢を持て | 2003年12月31日 |
| ×    | ジャイアント落合         | 1R 2:10 KO（右フック）           | THE BEST Vol.2                          | 2002年7月20日  |
| ×    | 謙吾                     | 1R 4:17 TKO（パウンド）          | PANCRASE 2002 SPIRIT TOUR               | 2002年5月11日  |

## 得意技
XCT
相手の腰のあたりを抱えて投げる変形の裏投げ式チョークスラム。フィニッシュムーブ。正式名称は"Xtreme Crusher Tomohiko"。
ひとり眉山
ツープラトンの二段ジャーマン「眉山」を一人で行う。ジャーマン・スープレックスをかけようとしている相手を、それをこらえているもうひとりもろともジャーマンで投げる。
モリガンズボム
前田美幸の必殺技。
84クランチ
自分は立ったままの状態で、相手の頭方向を向いて決める変形のテキサスクローバーホールド。「はしクランチ」と読む。

## タイトル歴
DDTプロレスリング
- KO-Dタッグ王座

アパッチプロレス軍
- WEWヘビー級王座
- WEWタッグ王座

プロレスリングZERO1
- NWAインターコンチネンタルタッグ王座

ファイト・オブ・ザ・リング
- UWAインターコンチネンタルタッグ王座

DEP
- DEP無差別級王座

## 入場曲
- knock out uzi橋本バージョン